# Claas Europa
Der Europa ist ein selbstfahrender Schüttlermähdrescher des Landmaschinenherstellers Claas aus Harsewinkel. Er wurde von 1958 bis 1968 gebaut und entstammt derselben Modellfamilie wie der 1959 eingeführte kleinere Claas Columbus und der 1963 eingeführte und größere Claas Mercur. Konzipiert wurde der Europa für kleinere landwirtschaftliche Betriebe. Seine Stundenleistung ist mit 2.300 kg Korn angegeben. Ab 1967 wurde der Europa durch den Claas Cosmos abgelöst. Insgesamt wurden mehr als 60.000 Claas Europa und Columbus gebaut.

## Technik
Der Europa ist ein selbstfahrender Schüttlermähdrescher mit einem 2.100 mm breiten Schneidwerk. Das Schneidwerk ist das gleiche wie das des Claas Huckepack. Es ist hydraulisch zwischen 60 mm und 750 mm höhenverstellbar und mit 14 Ährenhebern ausgestattet. Durch Federn passt es sich an Bodenunebenheiten an. Die Haspel in Pickup-Bauart mit Federzinken kann hydraulisch in der Höhe verstellt werden, die Drehzahl ist fest und lässt sich nicht einstellen. Haspel, Messer und Einzugsschnecke sind unabhängig vom Dreschwerk an- und abzuschalten. Das Schneidwerk ist für die Mahd von Lagerfrucht geeignet. Auf Wunsch war auch ein Maispflücker für den Europa lieferbar.
Die Dreschtrommel hat eine Breite von 800 mm und einen Durchmesser von 450 mm, sie hat sechs Schlagleisten. Die Drehzahl kann durch eine Veränderung der Übersetzung mittels Wechselrädern zwischen 620 min−1 und 1.380 min−1 eingestellt werden. Der Abstand des Dreschkorbes zur Dreschtrommel lässt sich mittels Momentverstellung einstellen. Der Dreschkorb hat acht Korbleisten und eine Entgrannungseinrichtung, durch deren Zuschalten die Zahl der Korbleisten auf 11 erhöht wird. Des Weiteren hat der Dreschkorb eine Steinfangmulde. Der Europa hat drei Hordenschüttler.
Für die Reinigung hat der Europa ein Tonnengebläse, das über ein für verschiedene Fruchtsorten verstellbares Lamellensieb bläst. Die vier Untersiebe können für verschiedene Fruchtsorten ausgewechselt werden. Das Korn wird mit der Kornschnecke zum Elevator befördert, der vor dem linken hinteren Reifen platziert ist. Der Elevator fördert das Korn zum Sortierzylinder auf dem Dach des Dreschers, der vier Wechselsiebe hat und das Korn in drei Qualitätsstufen sortiert. Auf der linken Seite des Dreschers ist standardmäßig ein Absackstand mit Absackvorrichtung, von dem die Säcke entweder in einen Anhänger übergeladen oder auf dem Feld abgestellt werden können. Alternativ zum Absackstand ist eine Abtankschnecke, die das Korn direkt in einen Anhänger abtanken kann. Wahlweise gab es sowohl für den Absackstand als auch für die Abtankschnecke einen 1.000 kg fassenden Korntank.
Das Stroh wird vom Europa standardmäßig in Schwaden abgelegt; gegen Aufpreis war eine Strohpresse oder ein Strohhäcksler lieferbar.
Beim Europa werden ausschließlich die Vorderräder angetrieben. Er hat ein Dreiganggetriebe mit zusätzlichem Rückwärtsgang, auf das die Kraft vom Motor über eine Einscheibentrockenkupplung übertragen wird. In den einzelnen Gängen kann die Geschwindigkeit hydraulisch stufenlos zwischen 1,3 und 16 km/h reguliert werden. Die Vorderräder haben Reifen der Größe 10–28 AS. Die Hinterräder hatten anfangs Reifen der Größe 5,5–16 TF, spätere Modelle erhielten Reifen der Größe 7–12 AM. Die Scheibenbremsen an den Vorderrädern können unabhängig voneinander betätigt werden. Der Motor des Europa ist rechts vom Fahrerstand angebracht. Claas bot den Europa anfangs mit einem Dieselmotor von ca. 42 PS (31 kW) an, später wurde ein gedrosselter 4,4-Liter-Reihenvierzylinder-Dieselmotor des Typs Perkins 4.270 mit einer Leistung von 45 PS (33 kW) bei 1500 min−1 eingebaut.